# B 50 85 21-
Les B 50 85 21- sont une série de voitures unifiées de type IV de 2e classe des Chemins de fer fédéraux suisses (CFF).

On distingue les séries -73, -75 et -95.
Les voitures de première classe correspondantes sont les A 50 85 10-.

## Livrées
Pour permettre la réversibilité de la rame, les séries -73 sont rénovées à partir de 1995. Elles sont aussi préparées à l'installation d'amortisseur de lacet. Pour les différencier, elles sont munies d'un losange jaune aux extrémités de la voiture. À partir de l'an 2000 les voitures sont progressivement équipées de toilettes à circuit fermé, puis à partir de 2003 on installe sur certaines des amortisseurs à lacet pour augmenter la vitesse maximale à 200 km/h, alors que d'autres sont limitées à 160 km/h. Ces voitures sont progressivement rénovées à partir d'avril 2003 avec de nouvelles livrées de couleur blanche et rouge possédant un rond bleu aux extrémités afin de les différencier. Toutes ces nouvelles livrées possèdent des toilettes à circuit fermé et des amortisseurs de lacet.

## Transformations

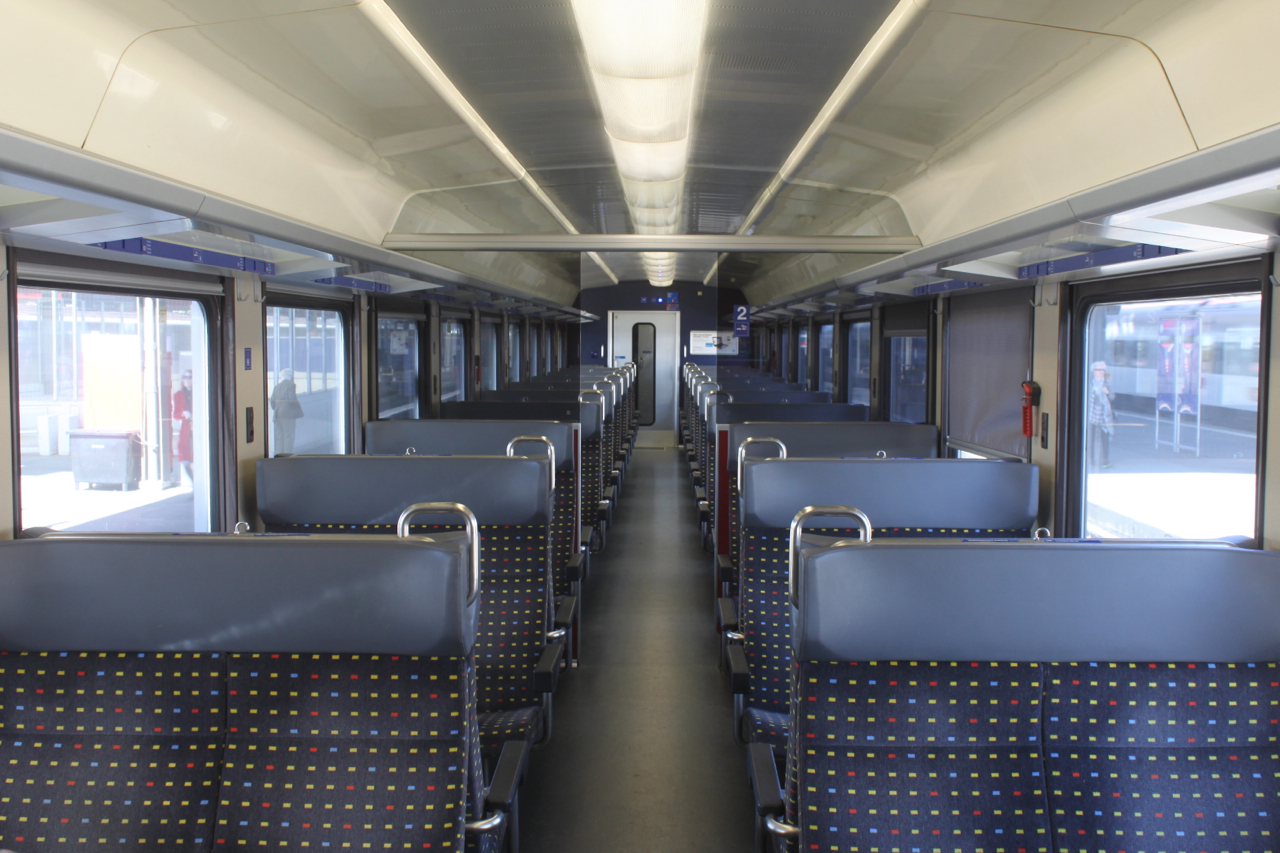
Corridor de la voiture CFF B 50 85 21-95 226-9 à Genève.

La voiture B 50 85 21-73 114 a été transformée en « Papstwagen » (Papamobile) en 1984, avant d'être transformée en voiture « PanGottardo » (SR 50 85 89-73) en 2007.
Les voitures B 50 85 21-73 107, 110, 190—193 furent transformées en voitures familiales B 50 85 84-73 000—005 de 1984—1986. Elles furent à nouveau transformées en voitures de 2e classe standard entre 2001 et 2003.
La voiture B 50 85 21-73 fut transformée en voiture de mesure (X 60 85 99-90 108) en 1992.

## Modèle miniature
Roco 45328